# Luchthaven Irkoetsk
Luchthaven Irkoetsk (Russisch: Аэропорт Иркутск) is een internationale luchthaven in de oblast Irkoetsk, Rusland. Het ligt in het centrum van de stad Irkoetsk. In 2007 werd de bouw van een nieuwe passagiersterminal voltooid. Daarvoor werd een internationale terminal uit de jaren 60 gebruikt voor zowel binnen- als buitenlandse vluchten. 

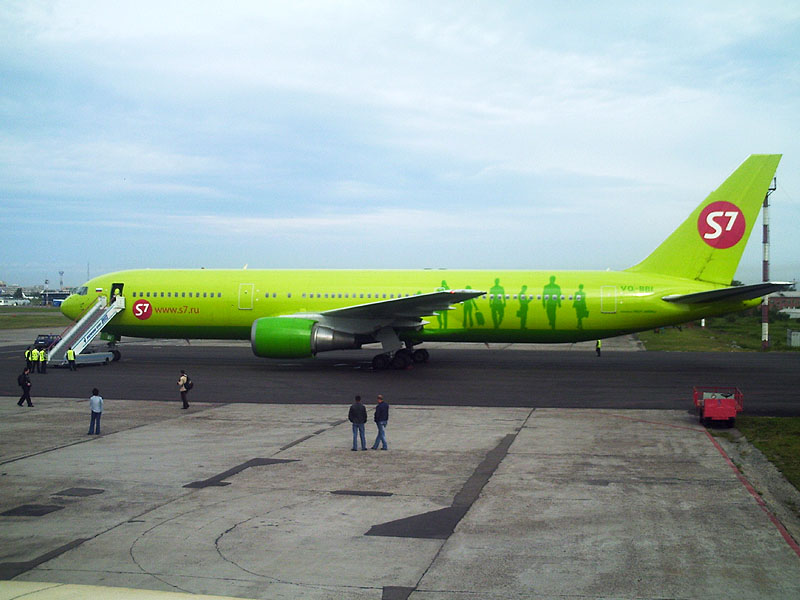
Een Boeing 767-300ER van S7 Airlines op luchthaven Irkoetsk.

Doordat de luchthaven dicht bij het Reservoir van Angara ligt, heeft het een apart microklimaat met bijna het gehele jaar mistig weer. Hierdoor is de luchthaven vaak gesloten wegens slechte weersomstandigheden. Luchthaven Bratsk dient dan als alternatief. In noodsituaties, zoals in de zomer van 2006, toen de enige startbaan van het vliegveld was afgesloten door een vliegtuigongeluk, konden de vliegtuigen landen op de baan van het bedrijf Irkoet, waar Soechoj- en Beriev-vliegtuigen worden geproduceerd.
Vanaf november 2006 zijn er opnieuw plannen om de luchthaven te verplaatsen naar Klyuchëvka, een dorp dat op vierentwintig kilometer afstand van de stad Angarsk ligt. In 2007 gebruikten ruim één miljoen mensen luchthaven Irkoetsk.